# Bias (Lot-et-Garonne)
Bias is een gemeente in het Franse departement Lot-et-Garonne (regio Nouvelle-Aquitaine). De plaats maakt deel uit van het arrondissement Villeneuve-sur-Lot. Bias telde op 1 januari 2022 2.965 inwoners.

## Geografie
De oppervlakte van Bias bedroeg op 1 januari 2022 12,29 vierkante kilometer; de bevolkingsdichtheid was toen 241,3 inwoners per km².

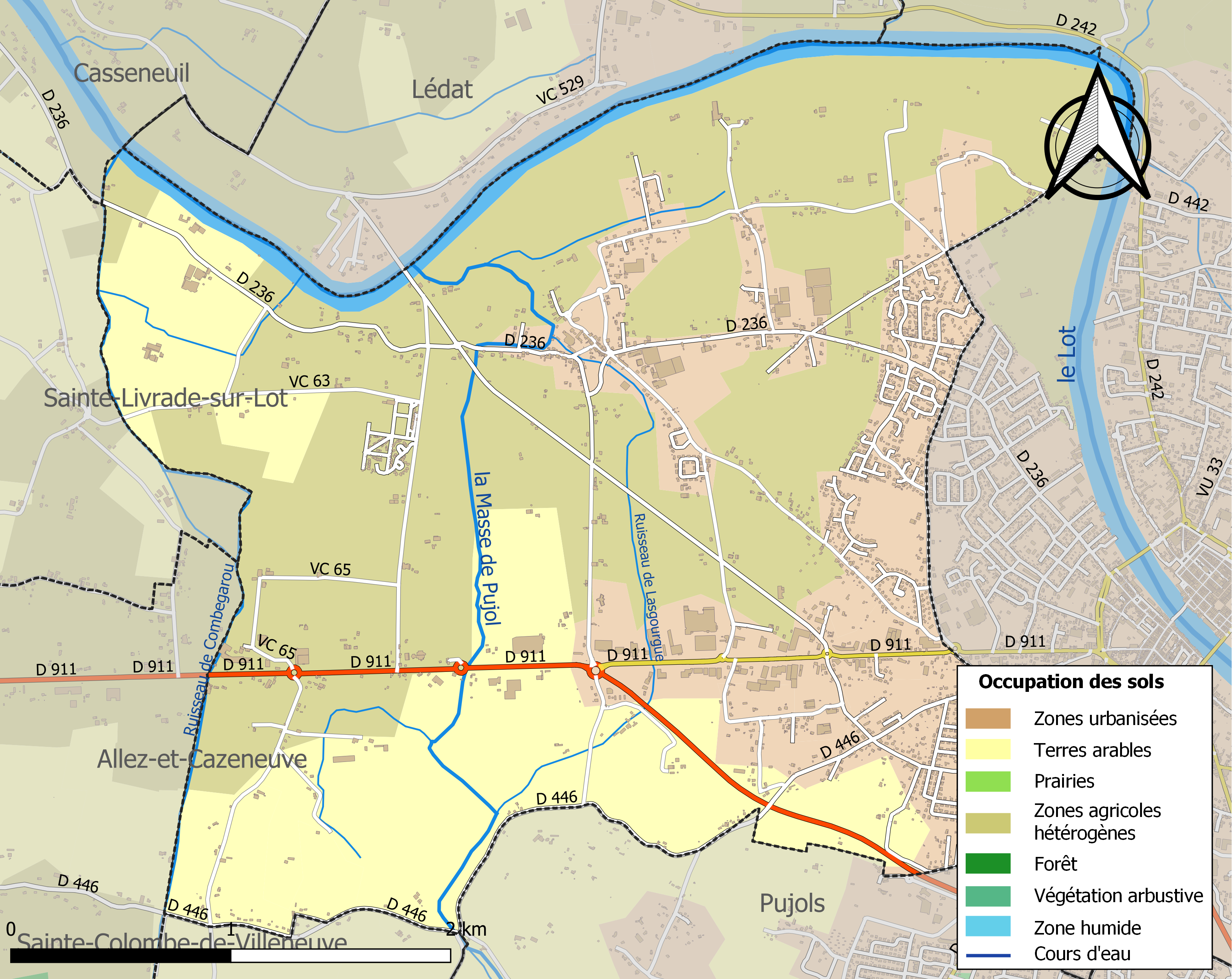
Kaart van de gemeente met de belangrijkste infrastructuur, bodemgebruik en omliggende gemeenten

## Demografie
Onderstaande figuur toont het verloop van het inwonertal (bron: INSEE-tellingen).